# Бизинки
Бизинки (фр. Bisinchi) насеље је и општина у Француској у региону Корзика, у департману Горња Корзика која припада префектури Кор.
По подацима из 2011. године у општини је живело 187 становника, а густина насељености је износила 14,77 становника/km². Општина се простире на површини од 12,66 km². Налази се на средњој надморској висини од 500 метара (максималној 1.067 m, а минималној 113 m).

## Демографија
| 1962. | 1968. | 1975. | 1982. | 1990. | 1999. | 2011. |
| ----- | ----- | ----- | ----- | ----- | ----- | ----- |
| 265   | 278   | 212   | 205   | 139   | 173   | 187   |

График промене броја становника у току последњих година